# Daikokuchō (metropolitana di Osaka)
Daikokuchō (大国町駅?, Daikokuchō-eki) è una stazione della Metropolitana di Osaka situata nell'area sud della città. Caso unico nella metropolitana di Osaka, presso questa stazione è possibile effettuare lo scambio fra le due linee che la servono senza cambiare banchina, in quanto è in comune per entrambe.